# Wildgrat
Wildgrat (2971 m n. m.) je mohutný, drsný a hojně navštěvovaný vrchol v Ötztalských Alpách v Tyrolsku. Tvoří průsečík všech hřebenů Wildgratstocku, který je severním pokračováním Geigenkammu. Vzhledem k tomu, že Wildgrat překrývají vyšší vrcholy pouze na jihu, nabízí komplexní panoramatický výhled na údolí Pitztal, Inntal a Ötztal a okolní hory.
Na vrchol vedou značené cesty ze západu i z východu. Cesta ze západu začíná u prostřední stanice lyžařského a turistického areálu Hochzeiger, kam se dostanete lanovkou z Jerzensu. Výchozím bodem východního výstupu je chata Erlanger Hütte. Oba výstupy vyžadují jistotu.